# McKesson Canada
McKesson Canada est la division canadienne de l'entreprise McKesson et est issue de l'acquisition de Médis du Groupe Provigo en 1991. En 2002, le nom de McKesson Canada est adopté.
Principalement, la division canadienne de Mckesson est reconnue pour son service de distribution de produit pharmaceutique pancanadien. En effet, grâce à 17 centres de distribution, la compagnie dessert près de 6 300 pharmacies, 1 150 hôpitaux et 200 autres types d'institutions à travers le Canada. Il est estimé que près de 12 millions de canadiens et canadiennes sont desservis par McKesson Canada qui est, en 2016, le plus important distributeur de médicaments du pays.
Les activités de McKesson Canada s'étendent à l'ensemble du marché canadien. La plupart des grandes bannières pharmaceutiques sous-traitent avec elle ou ont leur propre service de livraison, mais possèdent tout de même des contrats en cas de pénurie de produits divers. 
La compagnie offre différents services et produits. 
- Les services pharmaceutiques : distribution de produits pharmaceutiques aux différents services de santé à travers le Canada.
- Les services pharmaceutiques spécialisés : offre de services stratégiques d’essais cliniques et de consultation aux industries pharmaceutiques, biotechnologiques et d'appareils médicaux.
- L'automatisation : vente de solutions automatisées dans le but de réduire les erreurs et d'augmenter la productivité, notamment dans les pharmacies des hôpitaux et les pharmacies communautaires.
- Les solutions informatiques : développement de logiciel et d'équipement informatique à la fine pointe de la technologie pour accroître l'efficacité, réduire les coûts, et régulariser le flux des ressources et des revenus.
- Les solutions en gestion de soins : offre des technologies pour les centres d’appels, des solutions en gestion thérapeutique, de cas et de demande ainsi que des services de triage pour le personnel inﬁrmier.

En 2017, l'entreprise achète la chaine de pharmacies québécoise Uniprix.  Possédant déjà Proxim, ce groupe détient avec cette acquisition une pharmacie sur trois au Québec. C'est le plus important distributeur de médicaments au Canada et au Québec.